# Cyrtoxiphoides pubescens
Cyrtoxiphoides pubescens är en insektsart som först beskrevs av Lucien Chopard 1925.  Cyrtoxiphoides pubescens ingår i släktet Cyrtoxiphoides och familjen syrsor. Inga underarter finns listade i Catalogue of Life.